# Pierre Blais
Pierre Blais, PC (* 30. Dezember 1948 in Berthier-sur-Mer, Québec) ist ein kanadischer Politiker der Progressiv-konservativen Partei Kanadas, der zwischen 1984 und 1993 Mitglied des Unterhauses sowie mehrmals Minister war. Er wurde 1998 Richter am Bundesgericht von Kanada sowie 2003 Richter an dem daraus hervorgegangenen Bundesgerichtshof, ehe er zuletzt zwischen 2009 und 2014 Präsident des Bundesberufungsgerichts war. Seit 2015 ist er Vorsitzender des Ausschusses zur Überprüfung des Nachrichtendienstes.

## Leben

### Rechtsanwalt, Abgeordneter und Minister
Pierre Blais begann nach dem Schulbesuch ein grundständiges Studium an der Universität Laval, das er 1968 mit einem Bachelor of Arts (B.A.) beendete. Nachdem er 1976 ein postgraduales Studium der Rechtswissenschaften an der Universität Laval mit einem Bachelor of Laws (LL.B.) abgeschlossen hatte, war er als Rechtsanwalt tätig.
Bei der Unterhauswahl am 4. September 1984 wurde Blais im Wahlkreis Bellechasse mit 24.357 Stimmen erstmals zum Mitglied des Unterhauses gewählt. Im 24. Kabinett von Premierminister Brian Mulroney übernahm er zahlreiche Regierungsämter und war anfangs vom 1. November 1984 bis zum 14. Oktober 1986 Parlamentarischer Staatssekretär im Landwirtschaftsministerium. Anschließend fungierte er vom 15. Oktober 1986 bis zum 26. August 1987 als Parlamentarischer Staatssekretär beim Präsidenten des Kronrates sowie zugleich als Parlamentarischer Staatssekretär beim stellvertretenden Premierminister, Donald Mazankowski. Er war zwischen dem 27. August 1987 und dem 30. September 1989 Staatsminister im Landwirtschaftsministerium.
Pierre Blais wurde bei der Unterhauswahl am 21. November 1988 mit 27.621 Stimmen im Wahlkreis Bellechasse erneut zum Mitglied des Unterhauses gewählt. Im Zuge einer Kabinettsumbildung übernahm er am 30. September 1989 das Amt des Solicitor General, das er bis zum 22. Februar 1990 innehatte. Danach bekleidete er zwischen dem 23. Februar 1990 und dem 3. Januar 1993 die Funktionen als Minister für Konsumenten- und Unternehmensangelegenheiten sowie vom 4. Januar 1993 bis zum 24. Juni 1993 als Justizminister und Generalstaatsanwalt. Als Minister wurde er auch Mitglied des Kanadischen Kronrates. Im 25. Kabinett von Premierminister Kim Campbell fungierte er zwischen dem 25. Juni und dem 3. November 1993 weiterhin als Justizminister und Generalstaatsanwalt sowie zugleich als Präsident des Kronrates. Bei der Unterhauswahl am 25. Oktober 1993 kandidierte er im Wahlkreis Bellechasse abermals für ein Mandat im Unterhaus. Er erhielt jedoch nur 15.831 Wählerstimmen und verpasste damit den Wiedereinzug ins Parlament.

### Bundesrichter
Nach seinem Ausscheiden aus Regierung und Unterhaus war Pierre Blais zunächst wieder als Rechtsanwalt tätig. Am 23. Juni 1998 wurde er Richter am Bundesgericht von Kanada (Federal Court of Canada). Nach der Aufteilung dieses Gerichts in das Bundesgericht (Federal Court/Cour fédérale) und das Bundesberufungsgericht (Federal Court of Appeal/Cour d’appel fédérale) wurde er am 3. Juli 2003 Richter am Bundesgericht und war dort bis zum 19. Februar 2008 tätig. Bei der Unterhauswahl am 27. November 2000 bewarb er sich für die Progressiv-konservative Partei Kanadas im Wahlkreis Saint-Maurice noch einmal für ein Mandat im Unterhaus, kam aber nur auf 966 Wählerstimmen und somit den Wiedereinzug ins Unterhaus.
Als Nachfolger von John D. Richard übernahm Blais am 9. September 2009 den Posten als Präsident des Bundesberufungsgericht und hatte diesen bis zum 23. Juni 2013 inne, woraufhin Karen Sharlow seine Nachfolge antrat. Seit dem 1. Mai 2015 ist er als Nachfolger der zurückgetretenen Deborah Grey Vorsitzender des Ausschusses zur Überprüfung des Nachrichtendienstes (Security Intelligence Review Committee/Comité de surveillance des activités de renseignement de sécurité), ein unabhängiges Gremium zur Aufsicht und Kontrolle des Nachrichtendienstes Kanadas.